# NGC 6685
NGC 6685 (również PGC 62220 lub UGC 11317) – galaktyka eliptyczna (E-S0), znajdująca się w gwiazdozbiorze Lutni. Odkrył ją Edward D. Swift 29 maja 1887 roku.
W galaktyce tej zaobserwowano supernową SN 2006bq.